# NGC 6563
NGC 6563 est une nébuleuse planétaire située dans la constellation du Sagittaire. NGC 6563 a été découverte par l'astronome écossais James Dunlop en 1826.

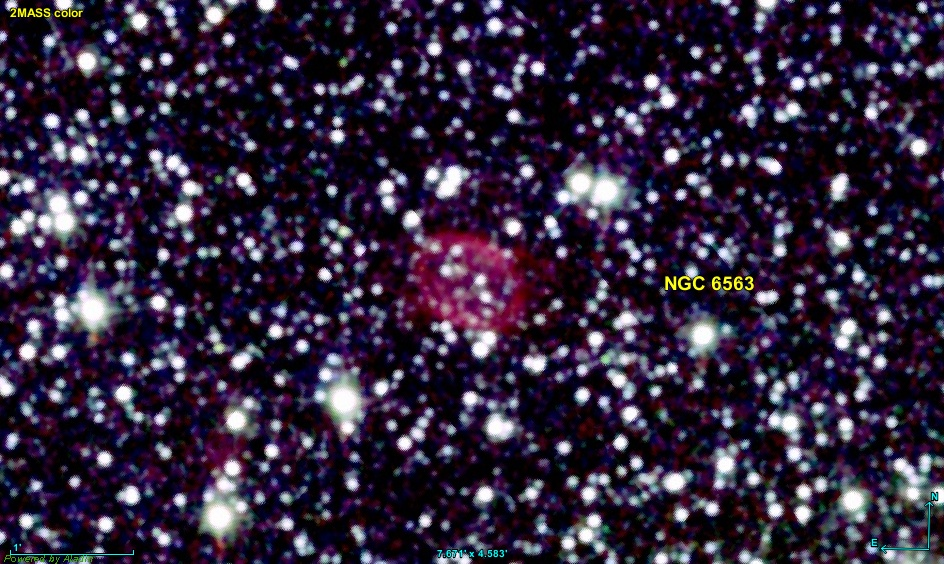
NGC 6563 en infrarouge par le relevé 2MASS.

## Observation
Avec une magnitude visuelle apparente de 11,0, on doit utiliser un télescope dont l'ouverture est d'au moins 150 mm pour l'observer.

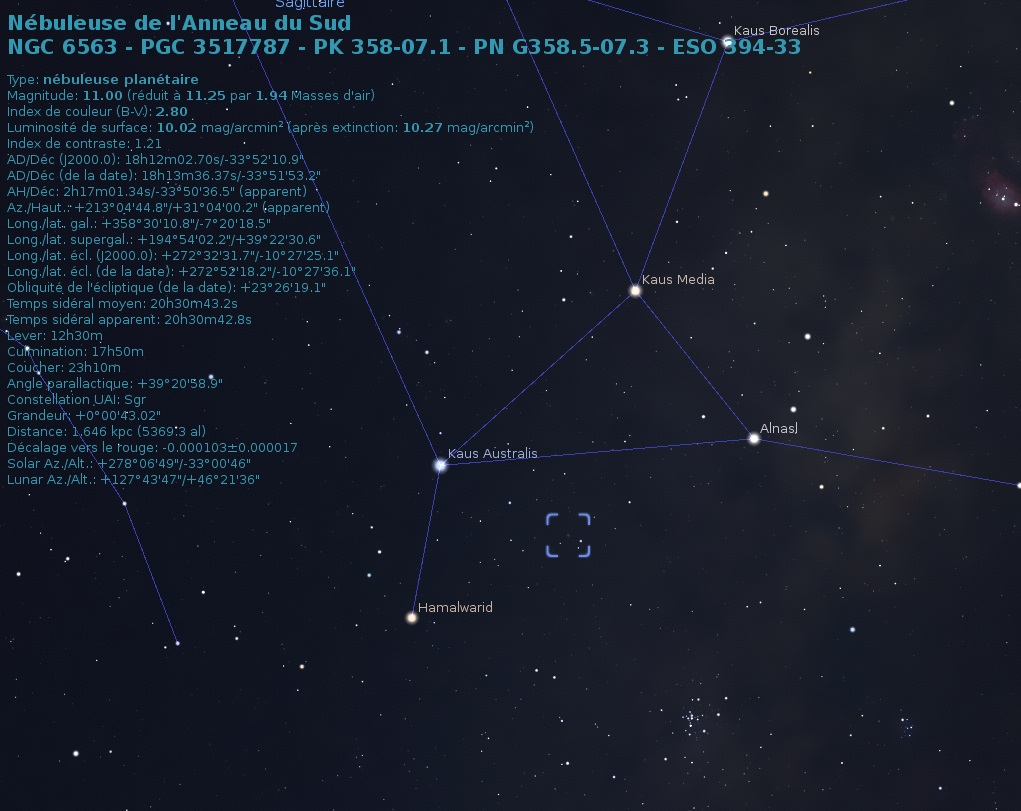
Emplacement de NGC 6563 dans la constellation de Sagittaire.

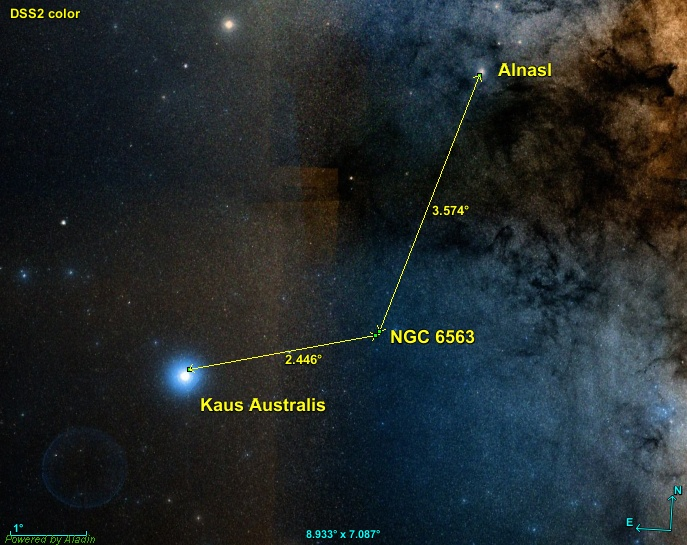
Position de NGC 6563 par rapport à deux étoiles du Sagittaire.

La nébuleuse NGC 6563 est située à environ 2,45 degrés au nord-ouest de Kaus Australis (Epsilon Sagittarii) et à environ 3,6 degrés d'Alnasl (Gamma2 Sagittarii).

## Caractéristiques

### Distance, taille et vitesse
Deux distances pleinement compatibles sont indiquées sur la base de données Simbad : 1,665 ± 0,333 kpc (∼5 430 al) et environ 1 646 pc (∼5 370 al).
Deux valeurs identiques de la vitesse sont aussi indiquées sur Simbad, soit −31,0 ± 5,0 km/s,.
La taille apparente de la nébuleuse est de 0,8' ou de 0,79' (0,795 ± 0,005'), ce qui, compte tenu de la distance et grâce à un calcul simple, équivaut à une taille réelle de 1,26 ± 0,26 al.

## Étoile centrale
La magnitude visuelle de l'étoile centrale est égale à 17,49 et sa masse est estimée à 2,932 masses solaires. Sa température de surface atteint les 123 k K ({\displaystyle \log(T_{eff})=5,09}) et sa luminosité est égale à 69 fois celle du Soleil ({\displaystyle \log(L/L_{\odot })=1,84}). Le rayon de la nébuleuse est estimé à 0,122 pc et son âge est égal à 6 350 ans.